# Boțani
Boțani – wieś w Rumunii, w okręgu Alba, w gminie Râmeț. W 2011 roku liczyła 8 mieszkańców.